# Денізька сотня
Денізька (Демська) сотня — адміністративно-територіальна та військова одиниця за Гетьманщини. Сотений центр — село Деньги.
Сформована у складі Іркліївського полку весною 1648 року. За Зборівською угодою 1649 р. 16 жовтня сотню включено до Кропивнянського полку. Після ліквідації останнього у 1658 році, сотня повернулась до відновленого Іркліївського полку. у 1663 році коли його повторно ліквідували, сотня була розділена між Кропивнянською та Іркліївською сотнями Переяславського полку.